# 키포틸라피아속
키포틸라피아속(Cyphotilapia)은 키클라과에 속하는 어류 속이다. 키포틸라피아족(Cyphotilapiini)의 유일속으로 키포틸라피아 프론토사 등 2종을 포함하고 있다. 중앙아프리카 탕가니카호에서 발견된다.

## 하위 종
현재, 2종이 알려져 있다.
- 키포틸라피아 프론토사 (Cyphotilapia frontosa (Boulenger, 1906)
- Cyphotilapia gibberosa T. Takahashi & Nakaya, 2003